# Stenanthemum arens
Stenanthemum arens är en brakvedsväxtart som beskrevs av K.R.Thiele. Stenanthemum arens ingår i släktet Stenanthemum och familjen brakvedsväxter. Inga underarter finns listade i Catalogue of Life.